# حسین‌آباد زند
حسین آبادزند، روستایی است از توابع بخش مرکزی شهرستان جعفرآباد در استان قم ایران.

## جمعیت
این روستا در دهستان جعفرآباد قرار دارد و براساس سرشماری مرکز آمار ایران در سال ۱۳۸۵، جمعیت آن ۱۵۹ نفر (۳۷خانوار) بوده‌است.